# آتش‌سوزی تونل سالنگ (۲۰۲۲)
آتش‌سوزی تونل سالنگ (انگلیسی: 2022 Salang Tunnel fire) در ۱۸ دسامبر ۲۰۲۲، ساعت ۲۰:۳۰، به وقوع پیوست که در جریان آن یک تانکر سوخت در تونل سالنگ، افغانستان منفجر شد و حداقل ۳۱ نفر کشته شدند و ۳۷ نفر دیگر از جمله زنان و کودکان مجروح شدند.

## زمینه
تونل سالنگ در دهه ۱۹۶۰ ساخته شد و طول آن ۲٫۶۷ کیلومتر (۱٫۶۶ مایل) است که ولایات پروان و بغلان را به هم متصل می‌کند. این تونل یکی از خطرناک‌ترین تونل‌های جهان است. به دلیل عدم وجود تهویه و روشنایی، گرد و غبار و دود، دید را تنها به چند متر کاهش می‌دهد. آتش‌سوزی در سال ۱۹۸۲ حداقل ۱۶۸ نفر را کشت و تجمع مونوکسید کربن نیز باعث مرگ ۱۶ سرباز شوروی در سال ۱۹۸۰ شد.